# Robust M 301

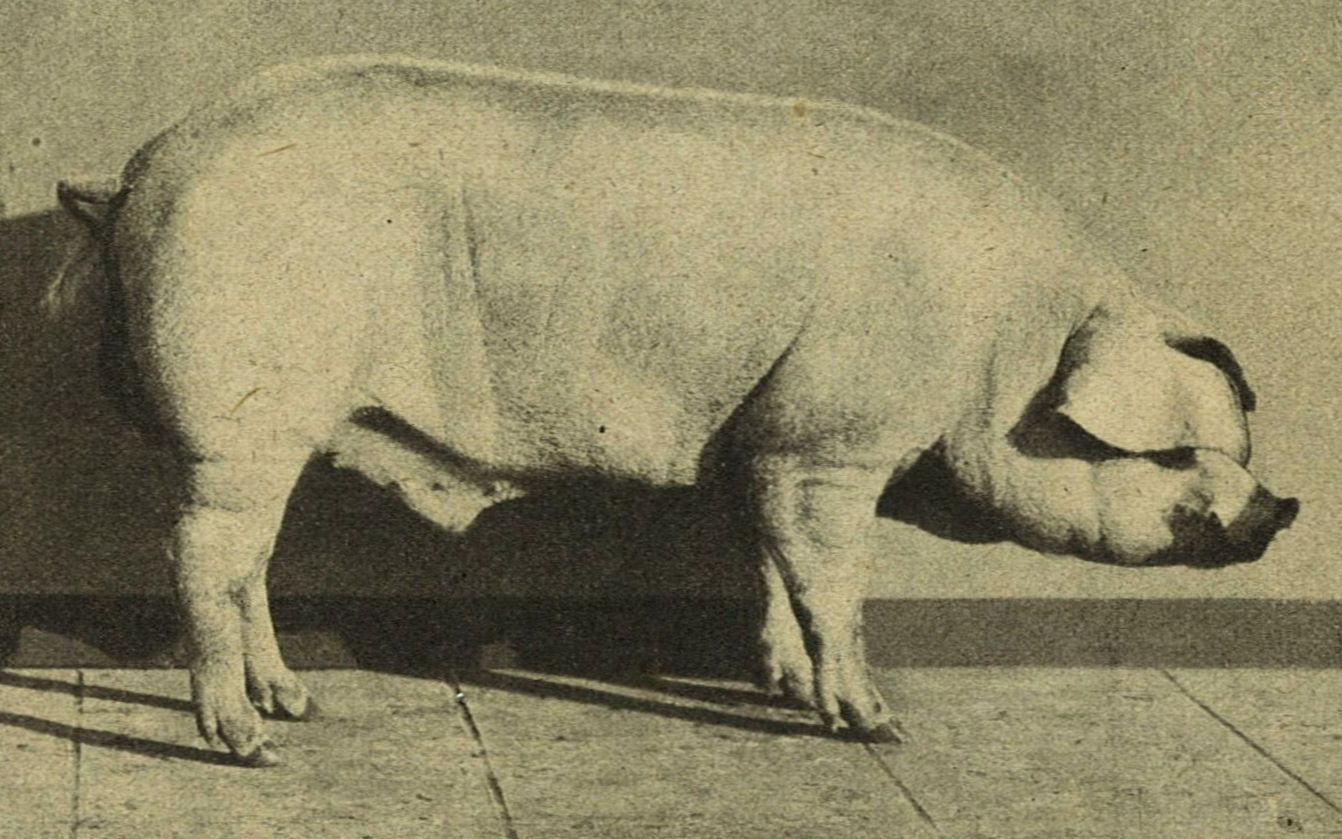
Eber Robust M 301 (Aufnahme spätestens von 1921)

Robust M 301 (* 1912; † nach 1922) war ein berühmter Zuchteber des Meißner Schweins.
Er stammt von der Linie M 10 ab, die von dem 1885 geborenen Eber Rabe des Züchters Möbius aus Mischwitz begründet wurde. Robust 301 wurde am 13. Dezember 1912 auf dem Betrieb des Gutsbesitzers Kirchner in Birkenhain geboren. Kirchner verkaufte ihn an den Gutsbesitzer Kretzschmar in Ziegenhain, der ihn 1920 für 4.000 Mark nach Gödelitz an einen Rittergutsbesitzer und Züchter verkaufte. Robust M 301 wurde bis 1922 für die Zucht eingesetzt.
Er galt als Verkörperung des Zuchtziels und zudem als „typischer Vertreter des veredelten Landschweins“: Er überzeuge „mit trockenem Kopf, großen Schlappohren, festem Rücken und breiter tiefer Brust, guten Keulen und sehr guter Behaarung. Alle diese Eigenschaften hat er seinen Kindern mitgegeben“.
Im Jahr 1914 erhielt Robust M 301 auf der DLG-Ausstellung in Hannover den ersten Sieger-Ehrenpreis und 1920 auf der Schweineschau in Dresden einen 1b-Preis. Zwei Jahre später gewann er auf einer weiteren Ausstellung in Dresden nochmals einen 1. Preis. Er deckte auf verschiedenen Betrieben und beeinflusste während seiner zehnjährigen Zuchtnutzung die Schweinezucht nachhaltig.
Von den zehn Eberlinien in den 1930er-Jahren, welche die sächsische Schweinezucht beeinflussten, hatte neben der Robust-Linie nur noch eine einheimische Wurzeln. Die anderen acht Eberlinien waren erst einige Jahre später begründet worden und aus Westfalen bzw. Hannover importiert. Georg Claus nannte 1928 in seiner Untersuchung zu Hauptblutlinien in der sächsischen veredelten Schweinezucht, die „im Lande Verwendung fanden und heute noch in der Mehrzahl aller Zuchten durch Vater- und Muttertiere vertreten sind“, Robust M 301 als einen von acht Ebern.